# Mutuellisme
Ne doit pas être confondu avec Mutualisme (économie).
Le mutuellisme (ou anarcho-mutuellisme) est une théorie économique socialiste libertaire issue de la pensée de Pierre-Joseph Proudhon. Il prône des relations économiques devant être le plus égales possibles, les prix étant fondés sur la quantité de travail nécessaire à la production.

Drapeau associé à l'anarcho-mutuellisme.

En France, ce mouvement compte jusqu’à deux mille caisses de secours mutuel en 1848.
Le mutuellisme libertaire n'est pas à confondre avec la coopération. « La mutualité, d'après son étymologie, consistant plutôt dans l'échange des bons offices et des produits que dans le groupement des forces et la communauté des travaux », écrivait Proudhon.

## Théorie
« L’égalité des personnes est la première condition du nivellement des fortunes, laquelle ne résultera que de la mutualité, c'est-à-dire de la liberté même ».

### Généralité
Lors de l'emprunt, l'objet emprunté est consommé par l'emprunteur qui n'en rend que l'équivalent : service pour service, produit pour produit, prêt pour prêt, assurance pour assurance, crédit pour crédit, caution pour caution, garantie pour garantie, etc. Lorsque le prêteur devient à son tour emprunteur, il y a échange mutuel.
L'échange mutuel implique une relation d'égal à égal, de confiance et de solidarité. L'objet de l'échange est vendu et acheté à une valeur juste pour les deux parties. La morale (voire la règle d'or) d'un tel système est :
Ne faites pas aux autres ce que ne vous voudriez pas qu'on vous fît ;

Faites constamment aux autres le bien que vous voudriez en recevoir.
Ce système est en opposition complète avec la loi de l'offre et de la demande, base du capitalisme. Les parties ne cherchent plus à obtenir le maximum ou le minimum d'un objet par spéculation sur les besoins de l'autre partie, mais le prix juste.
« 
Un richard a la fantaisie de me prendre pour valet de chambre : "Point de sot métier, me dirais-je ; il n’y a que de sottes gens. Les soins qui se rendent à la personne sont plus que des travaux d’utilité, ce sont des actes de charité, qui mettent celui qui les exerce au-dessus de celui qui les reçoit. Donc, comme je n’entends pas être humilié, je mettrai une condition à mon service : c’est que l’homme qui désire m’avoir pour domestique me payera 50 p. 100 de son revenu. Hors de là, nous sortons de la fraternité, de l’égalité, de la mutualité : j’irai jusqu’à dire que nous sortons de la justice et de la morale. Nous ne sommes plus démocrates ; nous sommes une société de valets et d’aristocrates.
 »
La production est assurée par la coopération des travailleurs pour l'autogestion de leurs usines et exploitations agricoles et la libre association des individus.

### Le problème de la propriété
Le mutuellisme libertaire implique la fin de la propriété privée, transformée en possession. Les travailleurs pourront jouir du fruit de leurs efforts comme ils le voudront, en achetant ou échangeant les biens qui les intéressent.
Proudhon résumait cette idée de propriété par trois phrases : « La propriété c'est le vol », « La propriété c'est la liberté », « La propriété est impossible. » En apparence contradictoire, ces trois phrases distinguent en réalité deux formes de propriété :
- la propriété créée par la coercition, propriété foncière ou capitaliste, issue de la conquête ou de l'exploitation est maintenue par l'État, les lois ou l'autorité ;
- la propriété créée par le travail (possession) ; l'individu peut posséder ses biens de consommation, sa maison ou son terrain s'il l'a gagné par son labeur, mais ne peut posséder la terre et la vie d'autrui.

### Mutualisme individuel
Ce principe de réciprocité peut s'appliquer à n'importe quel échange entre deux individus.
Le vendeur connaît la valeur de l'objet qu'il propose, ce qu'il lui a coûté (en matières premières et heures de travail), et l'acheteur sait quelle valeur il peut accorder à l'objet de l'échange.
Sur cette base, le vendeur et l'acheteur peuvent s'accorder sur un prix. Si les deux parties font preuve d'honnêteté, le prix fixé sera un juste consensus. Si la valeur pour le vendeur est supérieure à celle pour l'acheteur, alors les deux individus se séparent sans rien conclure.
L'association du vendeur et de l'acheteur se fait par contrat, notion étendue du fédéralisme.

### Sociétés mutualistes
Le mutualisme libertaire peut s'étendre au-delà du simple échange entre deux individus. Dans une communauté mutualiste, des sociétés aux diverses fonctions sont mises en place pour assurer les besoins que l'échange mutuel individuel et l'autogestion des moyens de productions ne peuvent combler.
- Sociétés de crédit mutuel : organismes de crédit dont le rôle est de procurer des escomptes sur des valeurs marchandes ou des avances de capital à l'agriculture et à l'industrie. La particularité des sociétés de crédit mutuel libertaires vis-à-vis des sociétés de crédit traditionnelles est de tendre à la gratuité du crédit.
Les intérêts pour un crédit se limitent aux frais administratifs, de l'ordre de 0,25 à 0,5 % de la valeur de l'avance.
Le crédit mutuel reste fondé sur la confiance accordée à l'emprunteur, qui doit apporter un gage, une hypothèque ou une caution comme c'est le cas actuellement.
- Société d'assurances mutuelle : la société d'assurance réunit des propriétaires qui prennent l'engagement les uns envers les autres de se couvrir réciproquement en cas de problème : incendie, inondation, etc. pour les biens ; grêle, sécheresse, etc. pour les cultures ; accident, maladie, etc. pour les personnes. La part de chacun dans le remboursement de l'assuré est évaluée au prorata des biens assurés. Plus le nombre de participants dans une société d'assurance est grand, plus elle est intéressante pour chacun.
Les sociétés d'assurance mutuelle n'ont pas besoin de capital étant donné qu'il n'y a aucun travail à faire, marchandise à acheter ou main d'œuvre à payer.
- Société de bourse : la société de bourse a pour but de fixer, à titre indicatif, la valeur juste des biens et services.
- Banque du Peuple : Banque d'échanges de produits et de services. Elle fournit aux travailleurs des outils et des crédits, remboursables en bons de travail.

### Vers le mutualisme
L'accès au système mutualiste ne se ferait pas par une révolution violente et soudaine (un "Grand Soir"). Le mutualisme prévoit plutôt une évolution gradualiste par la fédération des travailleurs, par leur coopération dans la prise de contrôle de l'industrie.

## Historique

### Théorie
- Si vous ne connaissez pas le sujet, laissez ce bandeau (vous pouvez alors contacter les auteurs).
- Si vous supprimez le contenu mis en cause (vous pouvez préalablement contacter les auteurs),

argumentez précisément cette suppression dans la page de discussion
(un manque de référence n'est pas un argument ; une recherche réelle de référence doit avoir été effectuée, être formellement documentée).
Pierre-Joseph Proudhon théorisa le mutualisme libertaire à partir du milieu du XIXe siècle, proposant la société mutualiste anarchiste comme idéal de justice pour les classes ouvrières, associé au fédéralisme.
En parallèle, l'idée mutualiste se développa aux États-Unis, notamment par les travaux de Lysander Spooner et William Batchelder Greene sur les banques mutuelles.

### Pratique

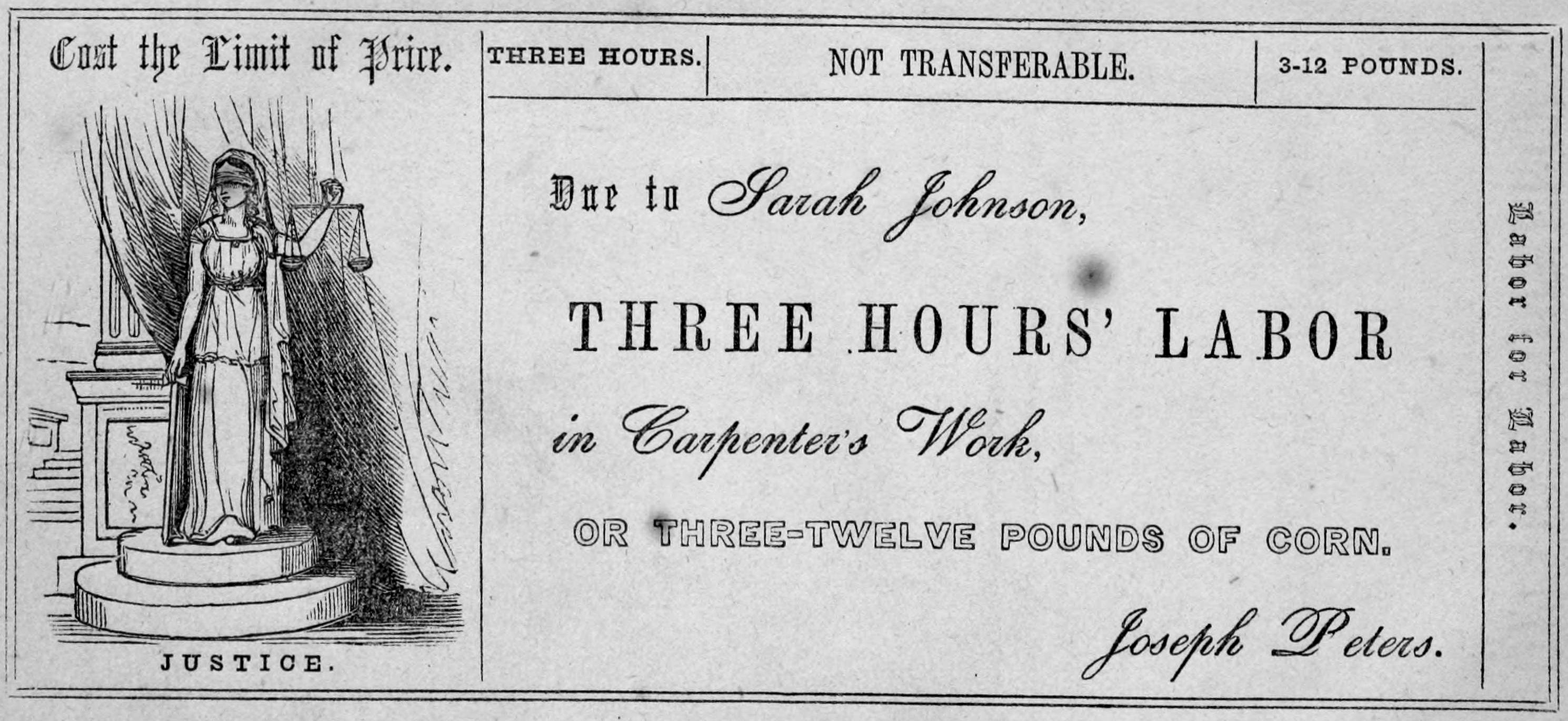
Billet de travail du Cincinnati Time Store.

La première expérience mutualiste libertaire date de 1827 avec l'ouverture du Cincinnati Time Store (en) à Cincinnati aux États-Unis. Ce magasin créé par Josiah Warren acceptait les « billets de travail » (labour notes). L'unité monétaire de ces billets était l'heure de travail, ce qui permettait aux travailleurs de percevoir l'intégralité de leur travail. Le magasin ferma ses portes en 1830 lorsque Warren partit fonder Utopia (en).
À la suite du succès de son magasin, Warren fonde une colonie en 1847 nommée Utopia (en), non loin de Cincinnati aux États-Unis. Le fonctionnement est fondé sur la propriété privée et l'économie de marché pour laquelle le travail est la base de l'échange, sous forme de billets de travail (labour notes). La colonie n'a pas de système autoritaire ou coercitif. L'expansion de la colonie est difficile en raison de la guerre civile et de la hausse du prix des terres environnantes. Malgré cela, la colonie continue de durer jusque dans les années 1875.
Aidé de Stephen Pearl Andrews, Josiah Warren fonde une autre colonie de 3 km2 sur l'île de Long Island, New York, États-Unis, en 1851 nommée Modern Times (en). Cette colonie durera jusque dans les années 1860.
Les coopératives socialistes agricoles en Chine étaient également fondées sur ce principe de partage des biens, de 1953 jusqu'à la mise en place des communes populaires en 1958.

### Auteurs
- Pierre Joseph Proudhon
- Lysander Spooner
- Kevin Carson (contemporain)
- Josiah Warren